# Фишано
Фишано (итал. Fisciano) — город в Италии, располагается в регионе Кампания, в провинции Салерно.
Население составляет 12 929 человек (на 2004 год), плотность населения составляет 396 чел./км². Занимает площадь 31,52 км². Почтовый индекс — 84080, 84084. Телефонный код — 089.
Покровителем населённого пункта считается San Vincenzo. Праздник ежегодно празднуется 5 апреля.